# Chersotis patefacta
Chersotis patefacta là một loài bướm đêm trong họ Noctuidae.